# Kipary
Kipary (deutsch Kiparren, 1938 bis 1945 Wacholderau) ist ein kleines Dorf in der polnischen Woiwodschaft Ermland-Masuren und gehört zur Gmina Wielbark (Stadt- und Landgemeinde Willenberg) im Powiat Szczycieński (Kreis Ortelsburg).

## Geographische Lage
Kipary liegt in der südlichen Mitte der Woiwodschaft Ermland-Masuren, 23 Kilometer südlich der Kreisstadt Szczytno (deutsch Ortelsburg). Die deutsch-polnische Staatsgrenze – heute teilweise gebildet durch die Grenze zwischen der Woiwodschaft-Masuren und der Woiwodschaft Masowien – führt nur etwa tausend Meter weiter östlich am Ort vorbei.

## Geschichte
In den Unterlagen des Rechnungsamtes Neidenburg von 1719/20 findet sich die älteste Nachricht über den Ort, wenn dort vom „1701 gegründeten Kyparren“ die Rede ist. Werden die Vermögensverhältnisse der Einwohner im 18. und 19. Jahrhundert nicht sehr positiv beschrieben, so wird der wirtschaftliche Erfolg der 1935 zum Abschluss gebrachten Regulierung des Omulefflusses (polnisch Omulew) sehr hoch gepriesen.
Zwischen 1874 und 1945 war Kiparren in den Amtsbezirk Groß Lattana (polnisch Łatana Wielka) eingegliedert, der – 1938 in „Amtsbezirk Großheidenau“ umbenannt – zum ostpreußischen Kreis Ortelsburg gehörte.
Am 1. Dezember 1910 waren in Kiparren 278 Einwohner gemeldet. Ihre Zahl stieg bis 1933 auf 290.
Aufgrund der Bestimmungen des Versailler Vertrags stimmte die Bevölkerung in den Volksabstimmungen in Ost- und Westpreussen am 11. Juli 1920 über die weitere staatliche Zugehörigkeit zu Ostpreußen (und damit zu Deutschland) oder den Anschluss an Polen ab. In Kiparren stimmten 228 Einwohner für den Verbleib bei Ostpreußen, auf Polen entfielen 2 Stimmen.
Aus politisch-ideologischen Gründen der Abwehr fremdländisch klingender Ortsnamen wurde Kiparren am 3. Juni – amtlich bestätigt am 16. Juli – 1938 in „Wacholderau“ umbenannt, wobei die Riesenwachholdergruppe nahe dem Omulefflusses bei der Namensgebung wohl Pate gestanden hat. 1939 zählte Wacholderau 303 Einwohner.
In Kiparren/Wacholderau gab es vor 1945 eine Zollstation und einen Gendarmerieposten.
In Kriegsfolge wurde Wacholderau 1945 mit dem gesamten südlichen Ostpreußen an Polen überstellt und erhielt die polnische Namensform „Kipary“. Heute ist das kleine Dorf als Amtssitz eines Schulzenamtes (polnisch Sołectwo) eine Ortschaft im Verbund der Stadt- und Landgemeinde Wielbark im Powiat Szczycieński (Kreis Ortelsburg), bis 1998 der Woiwodschaft Olsztyn, seither der Woiwodschaft Ermland-Masuren zugehörig. Im Jahre 2011 zählte Kipary 99 Einwohner.

## Kirche
Kirchlich war Kiparren resp. Wacholderau bis 1945 zur Stadt Willenberg (Wielbark) hin orientiert: zur dortigen evangelischen Pfarrei in der Kirchenprovinz Ostpreußen der Kirche der Altpreußischen Union sowie zur römisch-katholischen Pfarrkirche daselbst im damaligen Bistum Ermland.
Heute gehört Kipary noch immer zur katholischen Pfarrei Wielbark, die jetzt dem Erzbistum Ermland zugeordnet ist. Die evangelischen Einwohner sind jetzt zur Kirche in Szczytno (Ortelsburg) ausgerichtet, die der Diözese Masuren der Evangelisch-Augsburgischen Kirche in Polen zugehörig ist.

## Schule
Die Dorfschule in Kiparren war während der Regierungszeit Friedrich Wilhelms III. gegründet worden.

## Verkehr
Kipary ist – wohl noch aufgrund seiner einstigen Grenzlage – Endpunkt zweier Straßen: von der Stadt Wielbark (Willenberg) sowie vom Dorf Lejkowo (Röblau) her kommend. Eine Anbindung an den Bahnverkehr besteht nicht.